# Paralvinella grasslei
Paralvinella grasslei är en ringmaskart som beskrevs av Desbruyères och Laubier 1982. Paralvinella grasslei ingår i släktet Paralvinella och familjen Alvinellidae. Inga underarter finns listade i Catalogue of Life.